# Wilsonville (Oregon)
Wilsonville – miasto w Stanach Zjednoczonych, w stanie Oregon, w hrabstwie Clackamas.